# Bischofsmütze
Die Große Bischofsmütze ist mit einer Höhe von 2458 m ü. A. der höchste Gipfel im Gosaukamm des Dachsteinmassivs. Gemeinsam mit der Kleinen Bischofsmütze (2430 m ü. A.) bildet sie einen markanten Doppelgipfel, der dem Gosaukamm frei entragt. Außerdem ist sie der höchsten Gipfel und der westliche Abschluss des Gratzuges Gosauer Stein, der im Osten in der Windlegerscharte nahe dem Torstein beginnt und das Gosautal nach Südwesten abschließt.
Die Bischofsmützen sind durch die Mützenschlucht voneinander getrennt und liegen auf der Grenze zwischen den Gemeinden Filzmoos und Annaberg-Lungötz.

## Geschichte
Ihren Namen hat sie von der charakteristischen doppelgipfeligen Form. ‚Bischofsmütze‘ nimmt auch Bezug darauf, dass sie die Grenze zwischen dem Erzherzogtum Österreich und dem Erzbistum Salzburg bildete, und über den Ennspongau des Salzburger Erzbischofs „Wache hielt“.
Ersterstiegen wurde sie von Johann Schrempf (= Auhäusler) und Johann Steiner am 28. Juni 1879.
Das bekannte Wahrzeichen verlor bei einem massiven Bergsturz am 22. September 1993 einen 200 m hohen Pfeiler und damit sehr viel von seiner markanten Erscheinung. Damals brachen etwa 100.000 Kubikmeter Gestein mit einer Masse von 250.000 t ab; seither kommt es immer wieder zu Nachstürzen, wie 1999 und 2001. Seit 2001 werden kritische Bereiche des Gipfelaufbaus vermessungstechnisch überwacht.

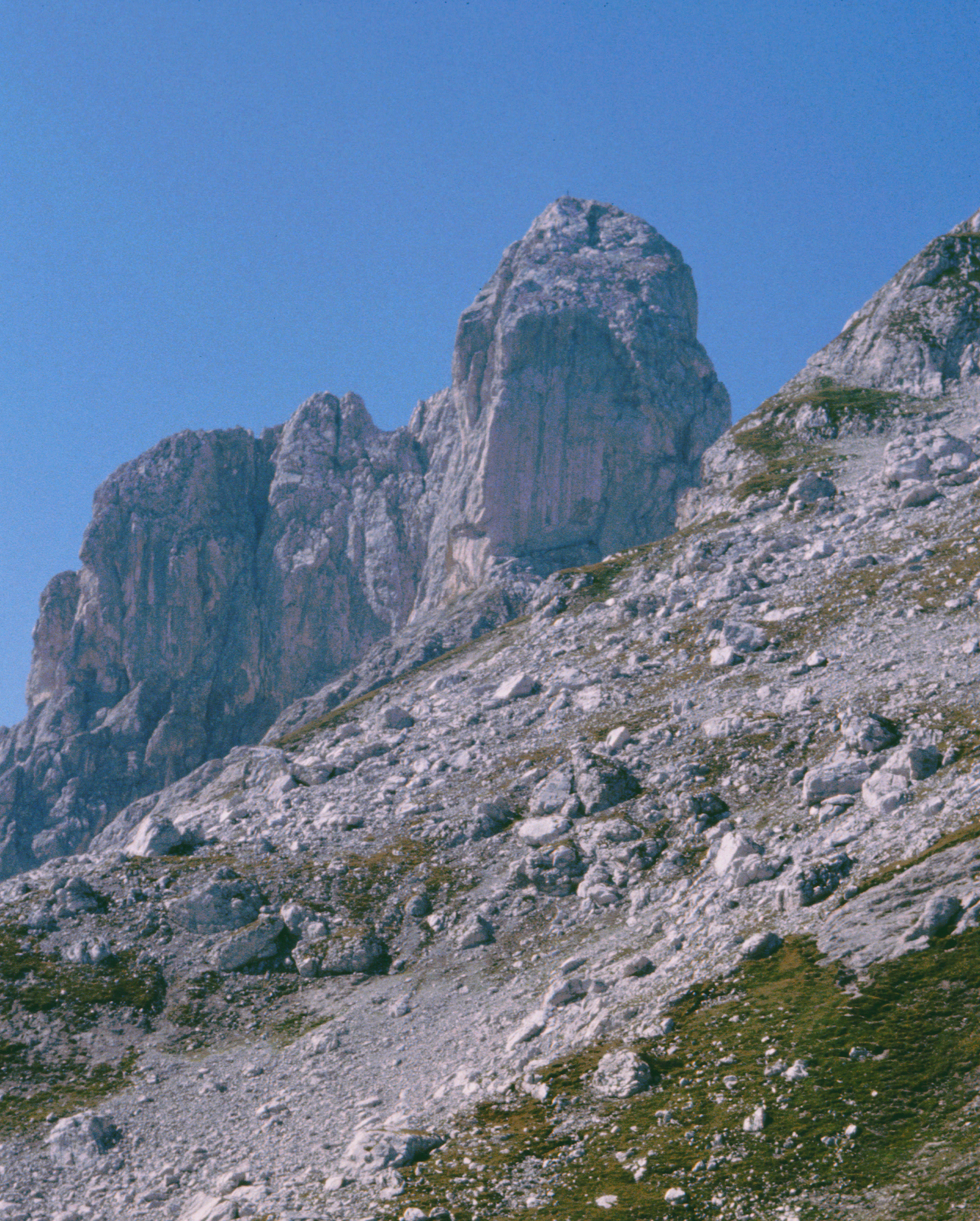
Die Bischofsmütze vor (1980) …
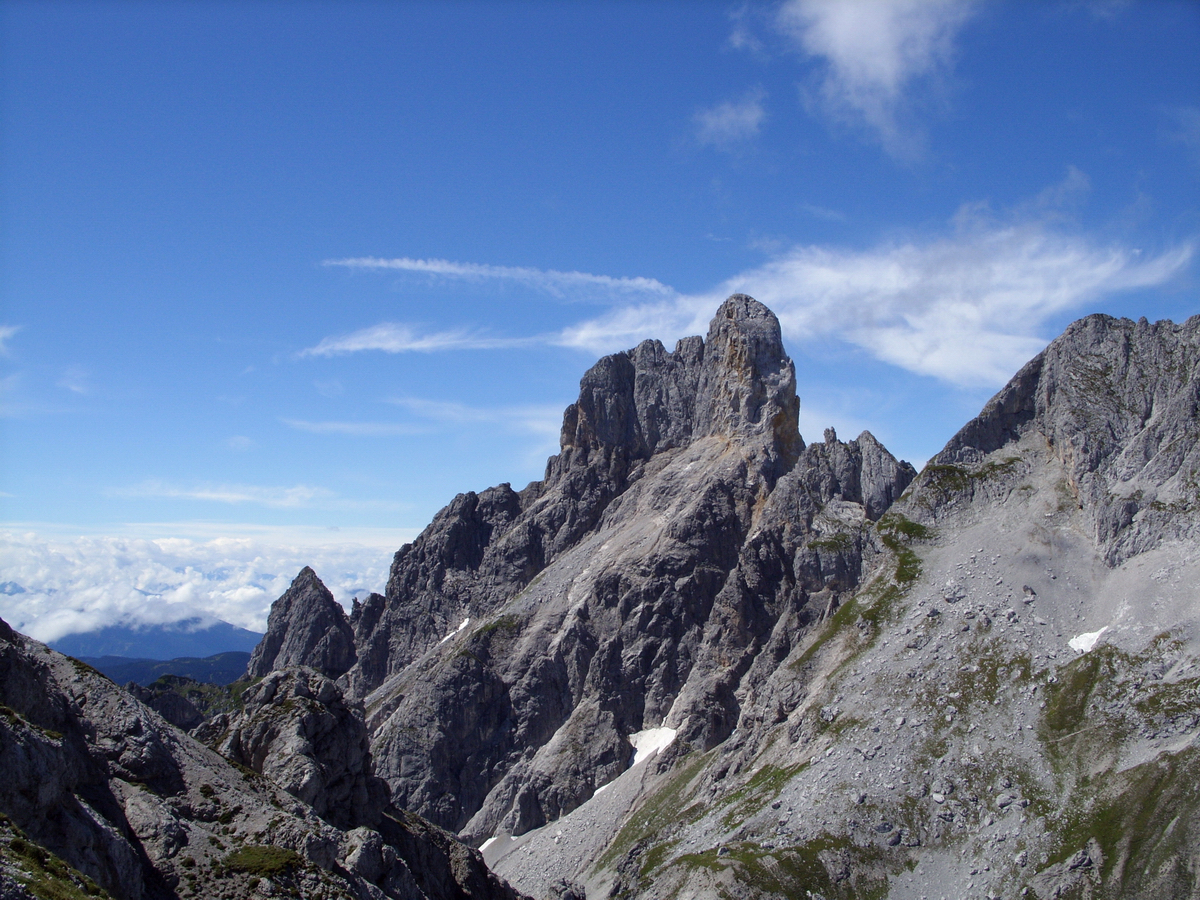
… und nach (2010) den Felsstürzen von 1993

## Klettern
Da viele (zum Teil mit Bohrhaken versehene) Kletterrouten auf die Bischofsmütze führen, wird sie sehr von Kletterern geschätzt. Vor den Felsstürzen führten etwa 30 Routen auf den Gipfel, nun sind es 15.
Im Sommer 2019 wurde der Normalweg auf die Große Bischofsmütze vorübergehend behördlich gesperrt, da ein weiterer Felssturz drohte.
Als nahegelegener Ausgangspunkt dient hierbei die Hofpürglhütte. Der Normalweg auf beide Gipfel führt durch die Mützenschlucht von Süden (UIAA-Skala II+, eine Stelle III).

## Sonstiges
Am 22. März 1974 brachte die Österreichische Post zu diesem Motiv eine Dauermarke der Briefmarkenserie Landschaften aus Österreich zu 3,00 Schilling heraus.

## Ansichten

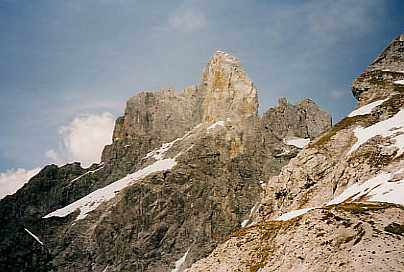
Bischofsmütze, Ansicht von Nordosten (2001)
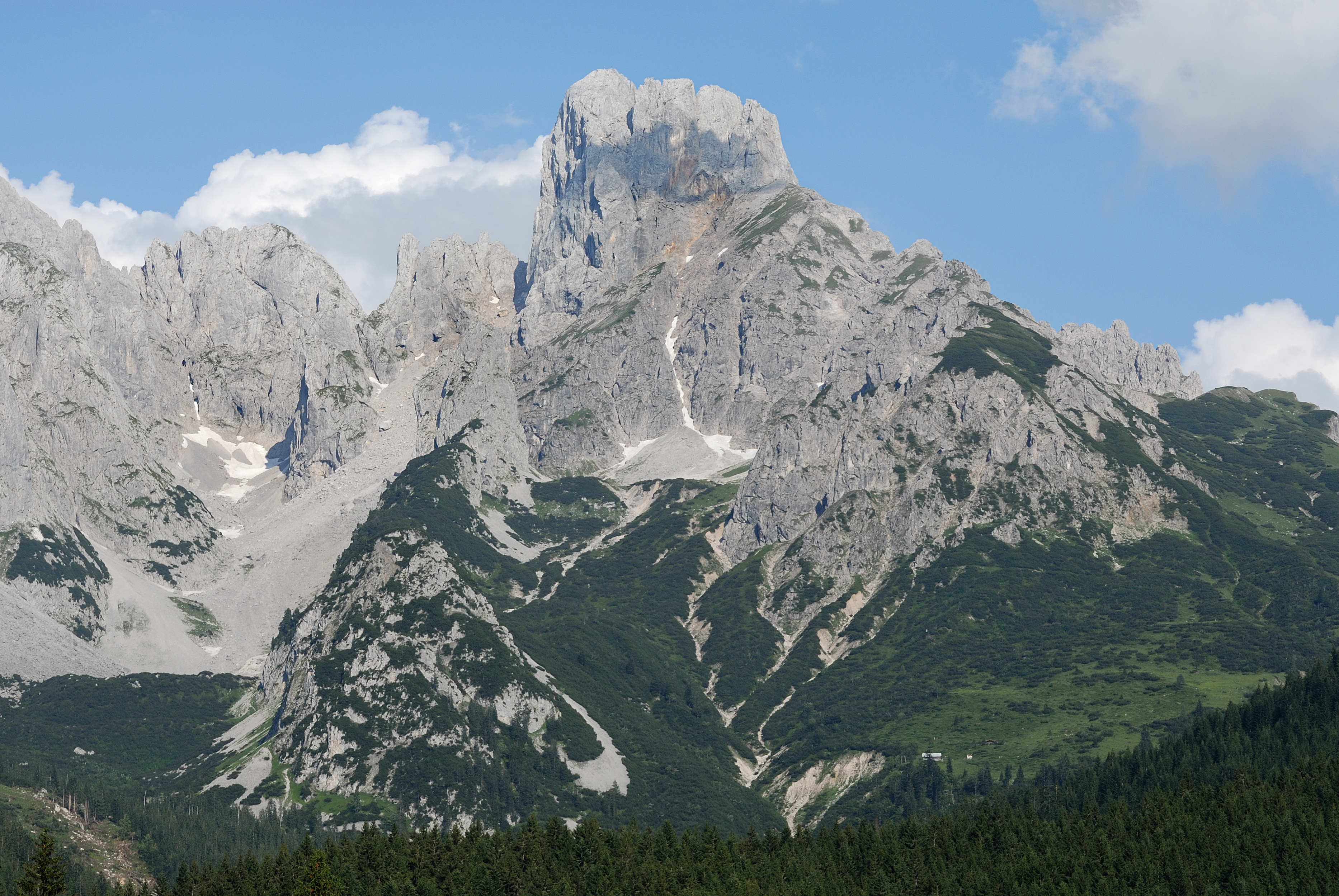
Westansicht (2009)
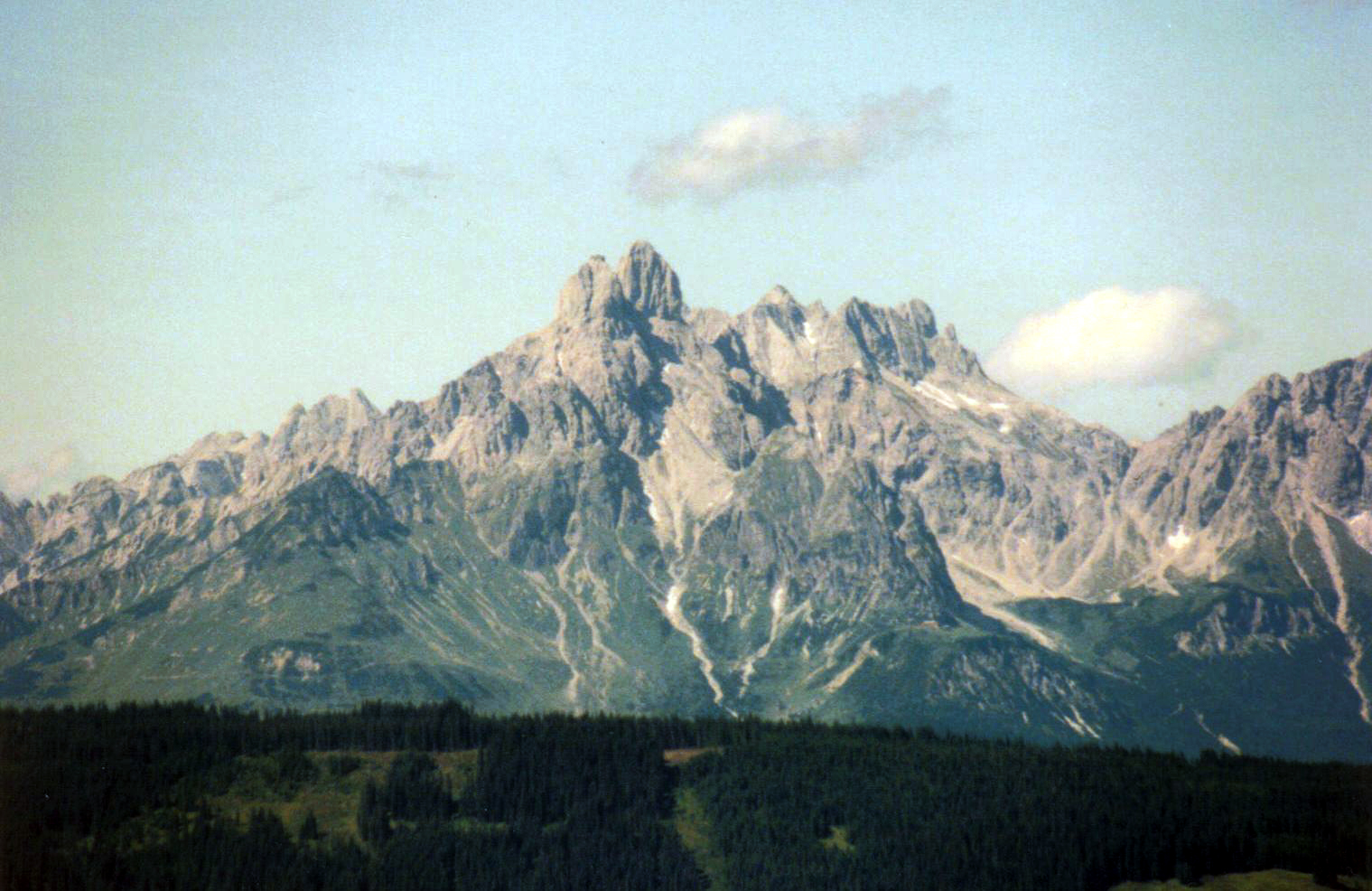
Von Südwesten (Juli 1993, vor dem Bergsturz)
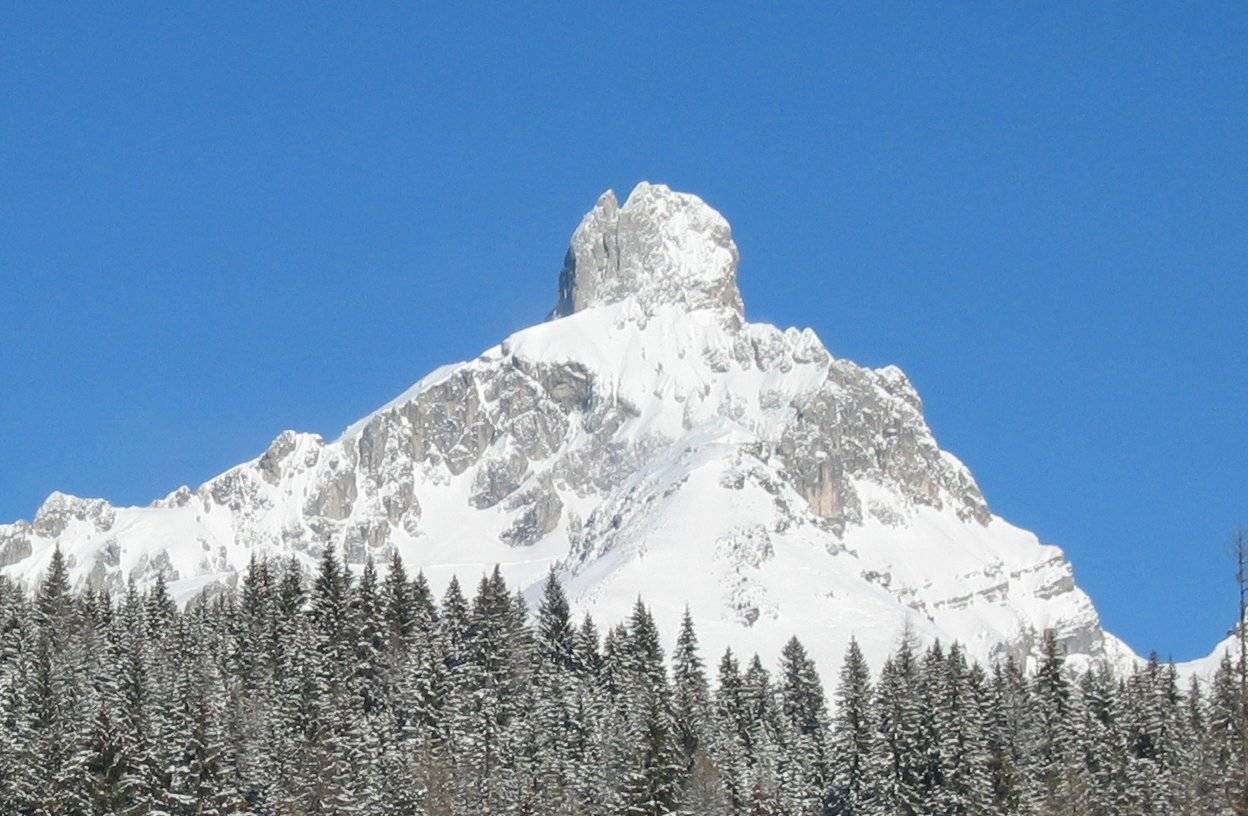
Ansicht von Süden (Jänner 2008)